# Jack Bruce
John Symon Asher "Jack" Bruce (Bishopbriggs, 14 de maio de 1943 — Suffolk, 25 de outubro de 2014) foi um baixista, tecladista, cantor e compositor britânico nascido na Escócia.
Ele começou sua carreira tocando com a banda de Graham Bond no começo dos anos 60. O grupo fazia versões de variados estilos musicais, desde o bebop ao rhythm and blues, passando pelo blues. Entre seus integrantes estava Ginger Baker.
Ele tocou com John Mayall e com o Manfred Mann antes de iniciar sua contribuição mais célebre, como baixista, no power trio Cream. Ele desenvolveu a maioria das músicas da banda, juntamente com o compositor Pete Brown.
Depois do Cream terminar, Jack tocou com inúmeros músicos e colaborou com grandes nomes do jazz como Carla Bley e participou do Frank Zappa & The Mothers. Ele continuou gravando durante os anos 90 e no começo do ano 2000 passou a sofrer problemas de saúde. Em 2003 foi diagnosticado com câncer no fígado e em setembro do mesmo ano passou por um transplante quase fatal, depois de seu organismo rejeitar o novo órgão.

## Biografia
Nasceu no dia 14 de maio de 1943, em Bishopbriggs, hoje subúrbio de Glasgow na Escócia. Se formou em Bellahouston Academy e ganhou bolsa para estudo do violoncelo e composição musical, cursou em Royal Scottish Academy of Music porém, com 17 anos, largou a faculdade por desentendimento com professores, que não se interessavam em suas ideias, e pela pobreza. Também viajou para Itália, sustentando-se tocando contra-baixo em bandas de baile e jazz.
Em 1962, mudou-se para a Inglaterra e se juntou ao Alex Korner's Blues Incorporated tocando baixo elétrico. Deixou a banda em 1963, após ser convidado para tocar na banda de blues The Graham Bond Organisation, formada por Graham Bond no órgão, John McLaughlin na guitarra, Ginger Baker na bateria e futuramente Dick Heckstall-Smith no saxofone. Jack foi demitido da banda devido as brigas constantes com Ginger Baker, que chegou à ameaçá-lo com uma faca.[carece de fontes?] Marvin Gaye convidou-o para se juntar a sua banda norte-americana, mas Jack, iria se casar com a alemã Margrit Seyffer e estava sem condições para viajar, então entrou para o Manfred Mann's Earth Band e se juntou com o John Mayall & the Bluesbreakers para algumas gravações, onde conheceu Eric Clapton que se impressionou com a voz do baixista e seu talento no instrumento. Então Eric sentindo-se limitado no Bluesbrakers tem a ideia de formar um supergrupo com Jack, porém Jack não sabia que um dos membros era Ginger Baker.
Os dois deixaram as diferenças de lado e juntos fizeram história com o power-trio mais bem sucedido da história, tendo Jack como compositor de seus maiores sucessos, geralmente usando as letras de Pete Brown como base. Revolucionou o baixo elétrico utilizando técnicas com full-toned e free-wheeling revolucionando o modo de tocar baixo.

## Morte

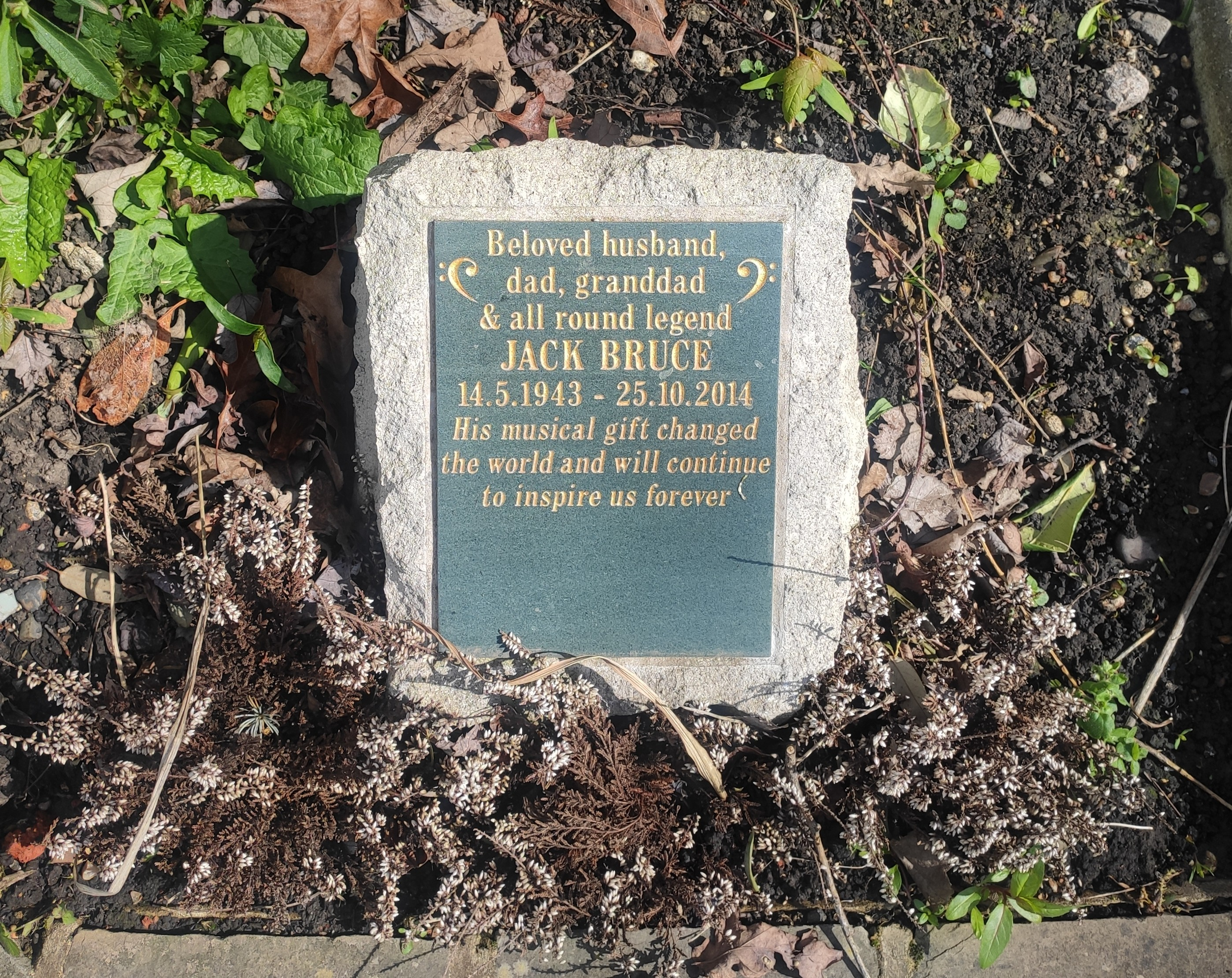
Plaque dedicated to Jack Bruce at Golders Green Crematorium

Jack Bruce havia passado por um transplante de fígado em 2003. Em 25 de outubro de 2014 foi anunciado que Jack havia falecido aos 71 anos por conta de uma doença no fígado. É com grande tristeza que nós, a família de Jack, anunciamos a morte de nosso querido Jack: o marido, o pai, o avô e a lenda. O mundo da música será um lugar mais pobre sem ele, mas ele vive em sua música e eternamente em seus corações, escreveu sua família no site do músico. Claire Singers, sua assessora de imprensa, também confirmou a morte. Ele faleceu hoje em seu domicílio em Suffolk, cercado por sua família. Jack Bruce e sua mulher Magrit tiveram três filhos.